# Егорьевский проезд
Его́рьевский прое́зд (до 3 сентября 1968 года — Шко́льный прое́зд, до 1960 года — Шко́льный прое́зд города Люблино) — проезд в Юго-Восточном административном округе города Москвы на территории района Люблино.

## История
Проезд находится на территории бывшего города Люблино, где он назывался Шко́льный прое́зд. В 1960 году город Люблино вошёл в состав Москвы, проезд сохранил своё название, а 3 сентября 1968 года получил современное название по примыканию к Егорьевской улице, в свою очередь названной по старинному городу Егорьевску Московской области в связи с расположением на юго-востоке Москвы.

## Расположение
Егорьевский проезд, являясь продолжением Мариупольской улицы, проходит от Люблинской улицы на восток, с севера к нему примыкает Краснодарская улица, проезд проходит до Егорьевской улицы, поворачивает на юг, затем на юго-восток и на юго-запад и оканчивается тупиком (согласно Яндекс. Картам; на картах OpenStreetMap проезд обозначен как состоящий из двух участков: первый участок, являясь продолжением Мариупольской улицы, проходит от Люблинской улицы до Егорьевской улицы, второй участок проходит от первого участка вблизи Краснодарской улицы на юг, поворачивает на юго-запад и оканчивается, не доходя до путей Курского направления Московской железной дороги; на Картах Google обозначен только второй участок проезда, а первый участок обозначен как Мариупольская улица). Западнее Краснодарской улицы на Егорьевском проезде расположен железнодорожный переезд через подъездные пути Люблинского литейно-механического завода. Нумерация домов начинается от Люблинской улицы.

## Транспорт

### Наземный транспорт
По Егорьевскому проезду не проходят маршруты наземного транспорта. У северо-восточного конца проезда, на Люблинской и Ставропольской улицах, расположены остановки «Ставропольская улица» автобусов 30, 54, 350, 528, 623, 650, т50, С4.

### Метро
- Станция метро «Братиславская» Люблинско-Дмитровской линии — юго-восточнее проезда, на улице Перерва.
- Станция метро «Люблино» Люблинско-Дмитровской линии — восточнее проезда, на пересечении Краснодарской и Совхозной улиц.

### Железнодорожный транспорт
- Платформа Депо (в границах станции Люблино-Сортировочное) Курского направления Московской железной дороги (МЦД-2) — западнее проезда, между Егорьевской улицей, Егорьевским проездом и улицей Полбина.